# Cmentarz wojenny nr 286 – Olszyny
Cmentarz wojenny nr 286 – Olszyny – cmentarz z I wojny światowej znajdujący się we wsi Olszyny w województwie małopolskim, w powiecie tarnowskim, w gminie Wojnicz. Jest jednym z 400 zachodniogalicyjskich cmentarzy wojennych zbudowanych przez Oddział Grobów Wojennych C. i K. Komendantury Wojskowej w Krakowie. W VIII okręgu brzeskim cmentarzy tych jest 52.

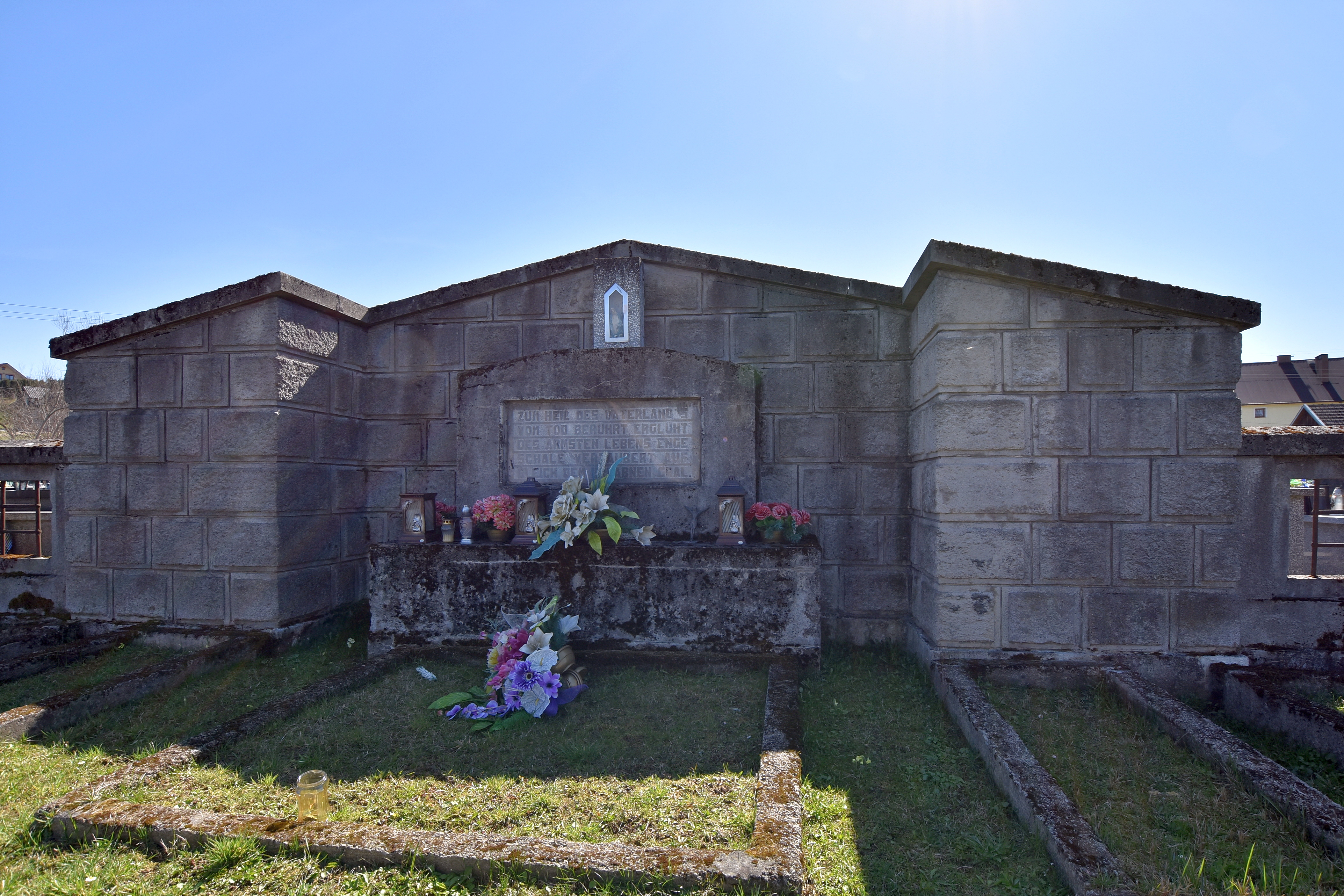
Ściana z tablicą

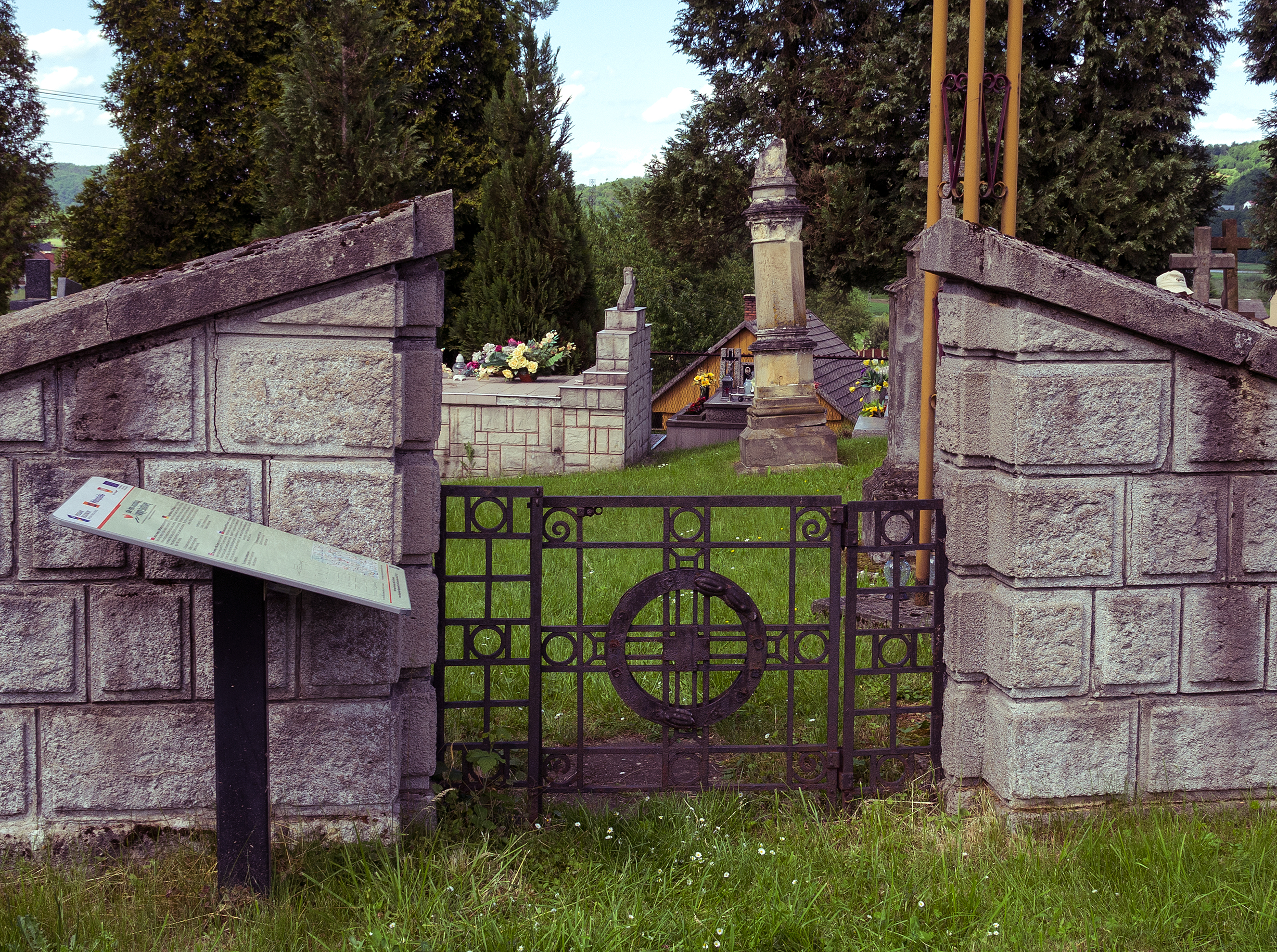
Brama cmentarza

## Opis cmentarza
Znajduje się na cmentarzu komunalnym i stanowi odrębną kwaterę. Kwatera ta ma plan kwadratu i otoczona jest oryginalnym betonowym ogrodzeniem w postaci muru nakrytego dwuspadowym daszkiem. W murze znajdują się liczne okienka z kutymi kratami z grubych stalowych prętów. Wejście przez oryginalną furtkę kowalskiej roboty. Naprzeciwko furtki wejściowej w mur ogrodzeniowy wkomponowano murowaną ścianę dekoracyjną z dużą tablicą inskrypcyjną. Jest na niej napis w języku niemieckim: ZUM HEIL DES VATERLANDS VOM TOD BERÜHRT, ERGLÜHT/ DES ÄRMSTEN LEBENS ENGE SCHALE VERZAUBERT AUF/ GLEICH DEM ERHABNEN GRAAL. Przed tablicą na betonowym postumencie stoi duży betonowy krzyż. Na cmentarzu pochowano 23 żołnierzy armii austro-węgierskiej i jednego żołnierza armii rosyjskiej. Jest 12 nagrobków w postaci betonowych postumentów zwieńczonym żeliwnymi krzyżami; na 11 nagrobkach są to jednoramienne krzyże maltańskie, na jednym krzyż dwuramienny (rosyjski). Jest też jeden większy nagrobek innego kształtu, a na środku cmentarza nagrobek por. Józefa Cieśli – żołnierza Legionów Polskich (jest to mogiła symboliczna, J. Cieśla zamordowany bowiem został w Katyniu w 1940).